# 가학항 (진도군)
가학항은 전라남도 진도군 지산면 가학리에 있던 어항이다.

## 연혁
- 전라남도 진도군 지산면 가학리에 있던 가학항은 1975년 8월 5일 지방어항으로 지정 관리하여 왔으나, 어항법 시행규칙 제2조에 의한 지방어항 지정기준에 미달하여 2005년 4월 27일 지방어항에서 해제되었다.[1]